# Comité National Olympique et Sportif Congolais
Das Comité National Olympique et Sportif Congolais (IOC-Code: CGO) ist das Nationale Olympische Komitee, das die Republik Kongo vertritt.

## Geschichte
Das NOK wurde 1964 gegründet und im selben Jahr vom Internationalen Olympischen Komitee anerkannt.